# Jumnos
Jumnos is een geslacht van kevers uit de familie bladsprietkevers (Scarabaeidae). Het geslacht werd voor het eerst wetenschappelijk beschreven in 1839 door Saunders.

## Soorten
- Jumnos ferreroiminettiique Antoine, 1991
- Jumnos roylei Hope, 1839
- Jumnos ruckeri Saunders, 1839